# Scott Millan

Scott Millan est un ingénieur du son américain né le 2 février 1954 à Los Angeles.

## Biographie
Depuis l'automne 2011, il fait partie du département son de Technicolor.

## Filmographie (sélection)
- 1992 : Une équipe hors du commun (A League of Their Own) de Penny Marshall
- 1993 : La Liste de Schindler (Schindler's List) de Steven Spielberg
- 1993 : À la recherche de Bobby Fischer (Searching for Bobby Fischer) de Steven Zaillian
- 1993 : Proposition indécente (Indecent Proposal) d'Adrian Lyne
- 1995 : Sabrina de Sydney Pollack
- 1995 : Apollo 13 de Ron Howard
- 1995 : Braveheart de Mel Gibson
- 1998 : Mary à tout prix (There's Something About Mary) de Peter et Bobby Farrelly
- 1999 : American Beauty de Sam Mendes
- 1999 : En direct sur Ed TV (EDtv) de Ron Howard
- 2000 : Ce que veulent les femmes (What Women Want) de Nancy Meyers
- 2000 : Fous d'Irène (Me, Myself and Irene) de Peter et Bobby Farrelly
- 2000 : Gladiator de Ridley Scott
- 2001 : L'Amour extra-large (Shallow Hal) de Peter et Bobby Farrelly
- 2002 : Les Sentiers de la perdition (Road to Perdition) de Sam Mendes
- 2002 : La Mémoire dans la peau (The Bourne Identity) de Doug Liman
- 2004 : Ray de Taylor Hackford
- 2004 : La Mort dans la peau (The Bourne Supremacy) de Paul Greengrass
- 2004 : La Passion du Christ (The Passion of the Christ) de Mel Gibson
- 2005 : Jarhead : La Fin de l'innocence (Jarhead) de Sam Mendes
- 2006 : World Trade Center d'Oliver Stone
- 2007 : La Vengeance dans la peau (The Bourne Ultimatum) de Paul Greengrass
- 2010 : The Tourist de Florian Henckel von Donnersmarck
- 2010 : Salt de Phillip Noyce
- 2010 : Wall Street : L'argent ne dort jamais (Wall Street: Money Never Sleeps) d'Oliver Stone
- 2011 : La Couleur des sentiments (The Help) de Tate Taylor
- 2011 : Captain America: First Avenger (Captain America: The First Avenger) de Joe Johnston
- 2011 : Source Code de Duncan Jones
- 2012 : Skyfall de Sam Mendes
- 2014 : RoboCop de José Padilha
- 2015 : 007 Spectre (Spectre) de Sam Mendes
- 2015 : Terminator Genisys d'Alan Taylor

## Distinctions

### Récompenses
- Oscar du meilleur mixage de son
  - en 1996 pour Apollo 13
  - en 2001 pour Gladiator
  - en 2005 pour Ray
  - en 2008 pour La Vengeance dans la peau
- British Academy Film Award du meilleur son
  - en 1996 pour Braveheart
  - en 2005 pour Ray
  - en 2008 pour La Vengeance dans la peau
- 2012 : Cinema Audio Society Career Achievement Award

### Nominations
- Oscar du meilleur mixage de son
  - en 1994 pour La Liste de Schindler
  - en 1996 pour Braveheart
  - en 2003 pour Les Sentiers de la perdition
  - en 2011 pour Salt
  - en 2013 pour Skyfall
- British Academy Film Award du meilleur son
  - en 1994 pour La Liste de Schindler
  - en 1996 pour Apollo 13
  - en 2000 pour American Beauty
  - en 2001 pour Gladiator
  - en 2013 pour Skyfall